# Wolfgang Puck
Wolfgang Johannes Puck (Sankt Veit an der Glan, 8 luglio 1949) è un cuoco austriaco.

## Biografia
Nasce nel 1949 a Sankt Veit an der Glan da Maria Topfschnig e un macellaio che la abbandona senza riconoscere il figlio. Nel 1956 a seguito del matrimonio della madre con Josef Puck adotta il cognome di quest'ultimo. Impara a cucinare da Raymond Thuilier a L'Oustau de Baumanière in Les Baux-de-Provence, poi all'Hotel de Paris di Monaco, e infine al Maxim's Paris. Si trasferisce negli Stati Uniti nel 1973 e, dopo due anni di cucina al La Tour di Indianapolis, diventa chef e co-proprietario del Ma Maison a Los Angeles.
Nel 1981 pubblica il suo primo ricettario intitolato Modern French Cooking for the American Kitchen e basato sulle ricette che proponeva al Ma Maison. L'anno successivo apre il ristorante Spago sulla Sunset Strip insieme alla futura moglie Barbara Lazaroff. Grazie al successo della sua cucina avvia la Wolfgang Puck Companies che, al 2013, comprende le Wolfgang Puck Fine Dining Group, la Wolfgang Puck Worldwide, Inc. e la Wolfgang Puck Catering. Con queste imprese gestisce oltre venti ristoranti, servizi di catering e merchandising collegato al nome Puck, compresi i libri di cucina.
A partire dal 1994 è il cuoco ufficiale per la cena di gala successiva all'assegnazione dei premi Oscar. Il suo rapporto con il mondo dello spettacolo non si limita però soltanto alle cerimonie degli Oscar, partecipa infatti a diverse serie e programmi televisivi come Frasier, Hell's Kitchen e Masterchef.

## Premi

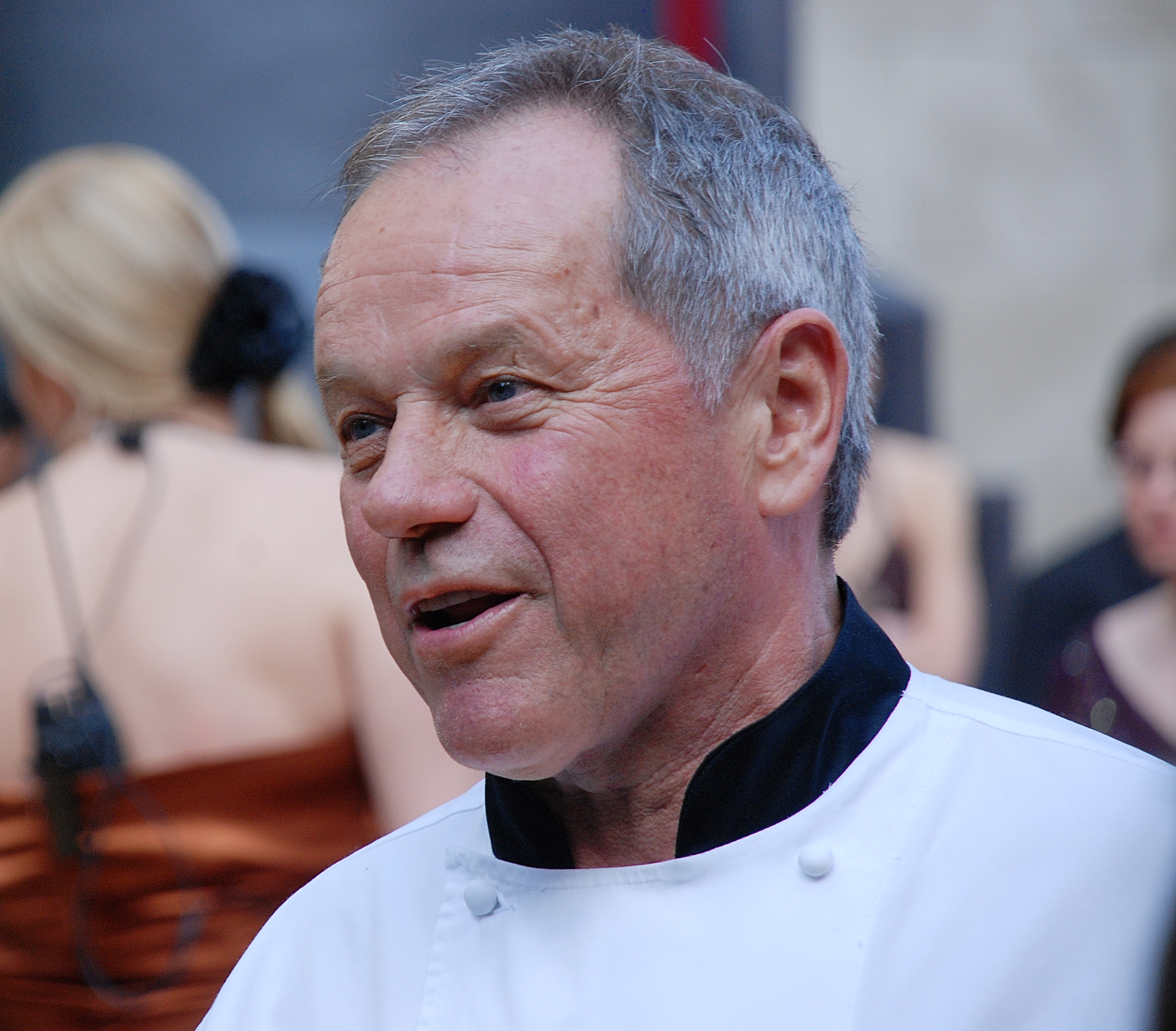
Wolfgang Puck agli Oscar 2010

Al suo ristorante Spago Beverly Hills sono state assegnate due stelle Michelin nel 2008 e 2009.

## Opere
- Modern French Cooking for the American Kitchen, Houghton Mifflin, 1981. ISBN 978-0395935200
- The Wolfgang Puck Cookbook, Random House Inc, 1986. ISBN 978-0679761259
- Adventures in the Kitchen with Wolfgang Puck, 1991. Random House Inc, ISBN 978-0394558950
- Pizza, Pasta, and More, 2000. Gramercy, ISBN 978-0517223727
- Live, Love, Eat, 2002. Random House Inc, ISBN 978-0375508912
- Wolfgang Puck Makes it Easy, 2004. Nelson Incorporated, ISBN 978-1401601805